# Володарський (Первомайський район)
Волода́рський (рос. Володарский) — селище у складі Первомайського району Оренбурзької області, Росія.

## Населення
Населення — 1943 особи (2010; 1972 у 2002).
Національний склад (станом на 2002 рік):
- росіяни — 78 %